# Megumi Igaraši
Megumi Igaraši (五十嵐恵, Igaraši Megumi; * 14. března 1972) užívající pseudonym Rokudenašiko (ろくでなし子 nebo 碌でなし子) je japonská sochařka a manga umělkyně, která vytváří díla, na nichž jsou zobrazeny ženské genitálie, které jsou často vytvořeny podle její vlastní vulvy. Rokudenašiko považuje za své poslání rekultivovat ženské genitálie jako součást ženského těla a demistifikovat je v japonské společnosti ovládané muži, kde jsou podle ní „příliš skryté“ a marginalizované jako „tabu“ či „obscénost“ ve srovnání s falickými obrazy. Vytvořila proto řadu různých zobrazení manko – japonský slangový výraz pro vagínu nebo hanlivě kundu. Rokudenašiko byla označena za mezinárodní symbol „manko pozitivity“.
Pseudonym Rokudenašiko znamená v překladu „děvče k ničemu“, což je jméno, které si umělkyně vymyslela spojením slov rokudenaši (což v překladu znamená „k ničemu“, „bastard“, „neumětel“) a zdrobnělé ženské přípony -ko (obvykle překládané jako „dívka“ nebo „dítě“).
V roce 2014 byla Rokudenašiko zatčena poté, co vytvořila Man-Boat (zkratka pro manko boat), kajak s nástavcem vymodelovaným podle trojrozměrného skenu její vlastní vulvy, na který čerpala finanční podporu z online crowdfundingové platformy. Byla obviněna na základě toho, že v rámci crowdfundingové kampaně poskytla ke stažení 3D sken své vulvy. Stala se tak první ženou v japonské historii souzenou za obscénnost. Následná právní bitva přitáhla velkou pozornost médií v Japonsku i na mezinárodní úrovni, kde umělkyně získala podporu veřejnosti a stala se předmětem internetových protestů proti nekonzistentním japonským zákonům proti obscénnosti. V roce 2016 byla Rokudenašiko za zveřejnění dat pokutována částkou 400 000 jenů (přibližně 3 660 dolarů).

## Životopis
Vystudovala filozofii na univerzitě Kokugakuin v Tokiu. Po ukončení studia začala pracovat v manga průmyslu a v roce 1998 získala od vydavatelství Kódanša cenu pro nové umělce. Navzdory tomuto úspěchu autorku odradila konkurenční závislost tohoto odvětví na čtenářských průzkumech a nakonec si našla práci v nakladatelství, které se specializuje na žánr „zážitkové reportáže“ (japonsky: 体験ルポ, taiken rupo), známé také jako reality manga. Vysvětlila, že tato práce se stala základem pro její sochařská díla – žánr se opírá o životní zkušenosti sloužící jako zdrojový materiál pro mangu a využívá pohledu první osoby k zobrazení skutečných událostí očima autora. Rokudenašiko popsala svou práci jako „doslova vkládání skutečných zážitků do mangy“.

### Manga a dekorativní práce

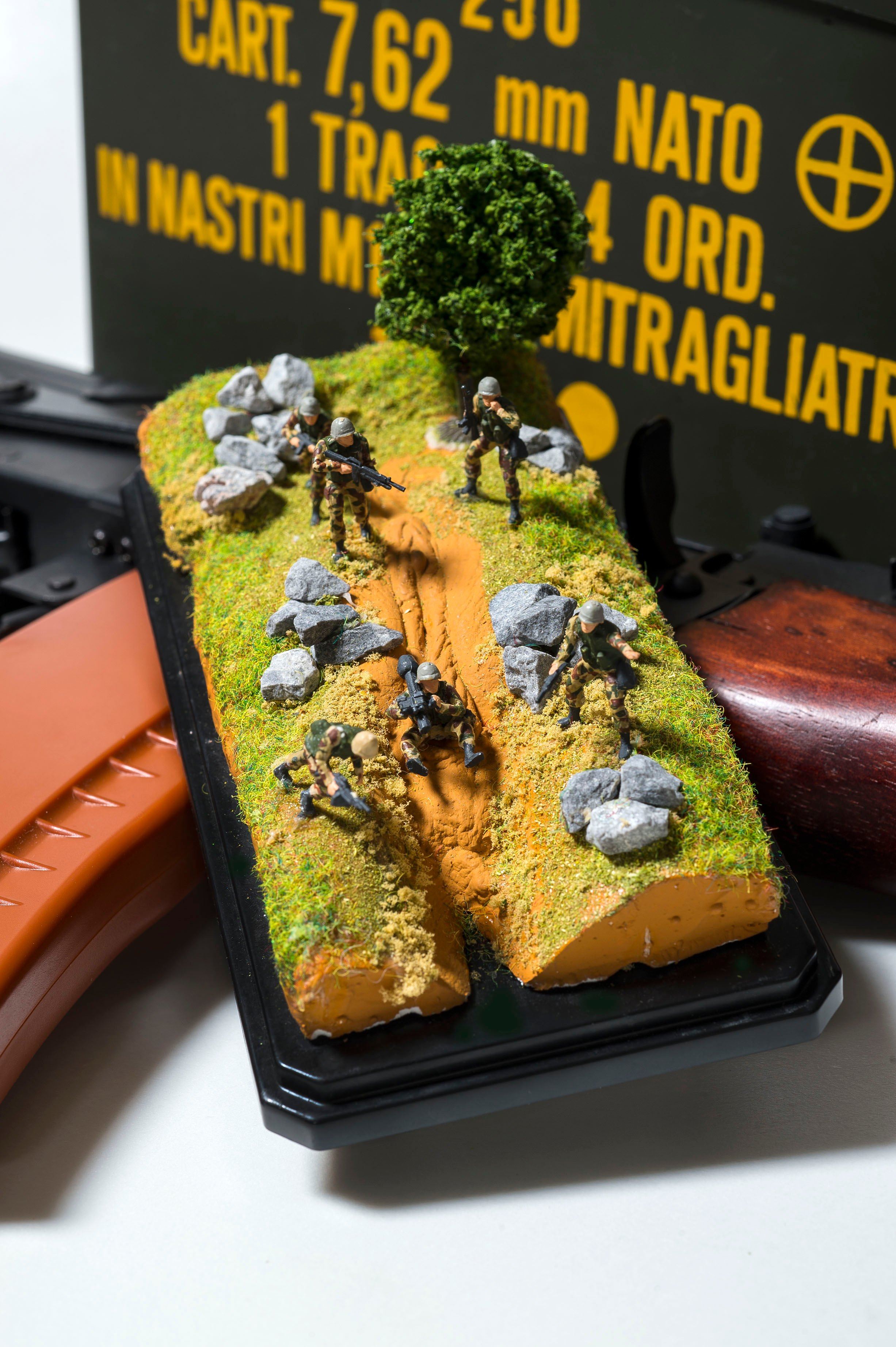
Battlefield Manko

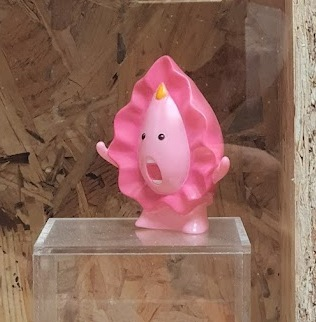
Figurka Manko-čan ve Vagina Museum v Londýně

Virtuální muzeum

Rokudenašiko vyrůstala v Japonsku, kde jsou ženské genitálie cenzurovány a stigmatizovány. Popsala, že nikdy neviděla genitálie jiných žen a nevěděla, jak by měly vypadat, a proto se od mládí obávala, že její vlastní vulva je nenormální. Rozhodla se udělat sádrový odlitek vlastní vulvy, aby pochopila, jak vypadá, a začala podle něj vytvářet související umělecká díla. Tvrdí, že ženy by měly mít možnost mluvit o svém těle beze studu, a že vulva by měla být „součástí těla … ne jinak než ruce nebo nohy. Uvedla, že doufá, že vulva bude něco, co je „neformální a popové,“ prohlašuje, že v Japonsku se „s vagínou zachází, jako by to bylo něco podzemního a skrytého, takže ji chci industrializovat a masově vyrábět.“
Když Rokudenašiko poprvé začala používat odlitek své vulvy k tvorbě uměleckých děl, brala tento nápad s nadhledem. Poté, co se jí však dostalo velké kritiky a odporu, začala své umění používat jako výpověď a formu protestu. Ve své knize, která dokumentuje její právní bitvy napsala: „Od té doby, co jsem začala pracovat na umění manko, bojuji proti starým mužům, kteří si na to stěžují … Rozhodla jsem se, že budu se vší vážností pokračovat v tvorbě ještě směšnějších děl. I když to zpočátku byl tak trochu vtip, teď už si dělám legraci každým kouskem svého těla a duše.“
Mnohá díla Rokudenašiko byla zabavena během policejních razií v letech 2014 a 2015, její tvorbu však dokumentují fotografie.

### Deco Man
Protože se Rokudenašiko nesetkala s mnoha realistickými vyobrazeními ženských genitálií, rozhodla se odlít sádrový odlitek vlastní vulvy, aby pochopila, jak vypadá ve skutečnosti. Měla pocit, že sádrový odlitek je příliš obyčejný, a tak je začala zdobit a vytvořila sérii, kterou nazývá Deco Man (hra slov „dekorace“ a „manko“). Z formy vytvořila mnoho odlitků své vulvy, včetně série dioramat, která čerpají z krajinomalby 19. století tím, že z genitálií dělají podklad pro různé krajiny – měsíční krajinu, pláže, golfová hřiště, říční koryta, ale i rustikální prostředí chalup a kostelů a další. V těchto pracně vytvořených dioramatech Rokudenašiko vynáší vaginální formu ze skrytého prostředí a staví ji do role kulisy světa.
Umělkyně vytvořila mnoho dalších děl s tematikou vulvy, včetně dioramat, lustru, stínidel na lampy, obalů na kapesníky, auta na dálkové ovládání, náhrdelníků, obalů na iPhone.

### MangaDeco Man
V roce 2012 vydala mangu v reportážním stylu s názvem Deco Man, která dokumentuje komplikovaný vztah k vlastnímu tělu a proces, kdy autorka začala vytvářet své umělecké výtvory s tematikou vulvy. Manga je strukturována jako sedm pohádek ve stylu šódžo mangy, dokumentuje Rokudenašiko vlastní umělecké formování prostřednictvím boje hlavní hrdinky s nejistotou a nedostatečností těla, které ji přiměly k plastické operaci stydkých pysků. Hlavní hrdinka dospěje k závěru, že stejné úzkosti trápí i mnoho dalších žen, a začne sobě i ostatním ženám pomáhat tvorbou soch Deco Man a vedením workshopů pro tvorbu umění manko.

### Manko-čan
Rokudenašiko také vytvořila svou charakteristickou kreslenou postavičku Manko-čan. Jedná se o roztomilou personifikovou manko se dvěma nohama a stydkými pysky členěnými jako hříva kolem jednoduchého, ale výrazného obličeje, který obsahuje charakteristické žluté „třetí oko“ klitorisu. Manko-čan je vyobrazena na obálce knihy Rokudenašiko What is Obscenity (Co je obscénnost?) z roku 2016, a objevuje se v autorčině zpravodaji, na jejích webových stránkách a také na autogramiádách a dalších akcích. Manko-čan je také možné zakoupit jako sadu samolepek pro její fanoušky a byla vyrobena v podobě plastových figurek, plyšové panenky a kostýmu v plné velikosti.

### Virtuální muzeum
V únoru 2023 Rokudenašiko založil společnost 6d745 Software, jejímž cílem je vytvářet umělecká díla s využitím umělé inteligence a webových technologií. Později v červnu téhož roku představila na výstavě v Art Lab TOKYO „Rokudenashiko Museum“, webové virtuální muzeum přístupné prostřednictvím prohlížečů. V rámci muzea mohou návštěvníci komunikovat s postavami ve 3D prostředí a prohlížet si umělecká díla a komentovat je. Kromě toho muzeum nabízí zážitkovou hru s názvem „Detention Game“, která vychází z jejích osobních zkušeností. Rokudenašiko se vyjádřila, že jejím cílem je, aby „muzeum poskytovalo zábavnou a moderní alternativu k dosavadnímu příklonu uměleckého průmyslu k muzeím ve fyzickém světě“ .

## Man-Boat(2011) a právní bitva

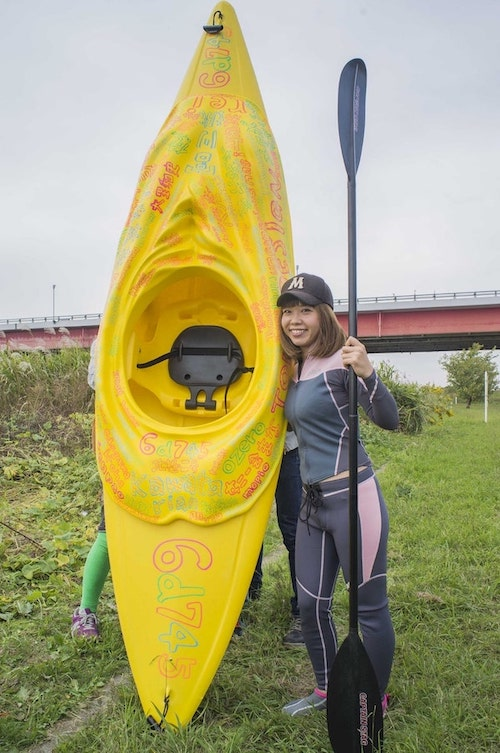
Man-Boat a Rokunadešiko

V roce 2013 se Rokudenašiko nechala inspirovat k vytvoření většího sochařského díla pomocí 3D tisku. Zvažovala vytvoření dveří a auta, než se rozhodla pro kajak, inspirovaný spojením ženské sexuality a moře. Rozhodla se vytvořit Man-Boat (zkratka pro manko boat) a požádala veřejnost o pomoc prostřednictvím crowdfundingové platformy „Campfire“, aby vytvořila nástavec, který by se připevnil na kokpit dvoumetrového žlutého kajaku, vymodelovaný z 3D skenu její vlastní vulvy. Crowdfundingová kampaň byla zveřejněna od 18. června do 6. září 2013 a od 125 lidí vybrala 100 milionů jenů (194 % celkového cíle). Díky jejich podpoře Rokudenašiko pokračovala ve svém projektu a zbytek roku strávila vytvářením lodi Man-Boat, jejíž proces podrobně zdokumentovala na svém blogu.
V březnu 2014 úspěšně vyplula s lodí Man-Boat po řece Tama v Tokiu (umělkyně ji označovala jako řeku Ta-manko). 65 podporovatelům crowdfundingu, kteří na její kampaň přispěli částkou 3 000 jenů či více, umělkyně ještě tentýž měsíc poslala e-mailem ke stažení naskenovaná trojrozměrná data své vulvy a 17 dalším lidem předala CD-ROM s těmito daty. Tvrdila, že tato data distribuovala proto, aby lidi povzbudila k jejich využití při tvorbě vlastních originálních uměleckých děl s genitáliemi.

### První zatčení
Dne 12. července 2014 byla Rokudenašiko zatčena za údajné porušení článku 175 trestního zákoníku za šíření obscénních dat a stala se tak první ženou v japonské historii souzenou na základě obscénnosti. Za údajné porušení zákonů o obscénnosti strávila týden v tokijské ženské věznici. Její zatčení odstartovalo zuřivou mediální pozornost věnovanou Rokudenašiko a jejímu dílu. Nárůst pozornosti vedl k mezinárodnímu ohlasu na podporu umělkyně. Více než 21 000 lidí po celém světě podepsalo online petici na serveru Change.org, která vyzývala japonskou vládu, aby ji okamžitě propustila. Rokudenašiko byla dne 18. července 2014 propuštěna poté co se úspěšně odvolala proti svému zadržení. Po svém propuštění vytvořila mangu, která satirizovala policii po jejím prvním zatčení. Po druhém zatčení naznačila, že „[policie] si vymyslela nějaká obvinění a v prosinci mě zatkla“ za vydání díla.

### Druhé zatčení
Umělkyně byla znovu zatčena na výstavě svých dioramatických děl manko v sexshopu dne 3. prosince 2014 spolu s majitelkou obchodu, spisovatelkou a feministickou aktivistkou Minori Watanabe (která používá pseudonym Minori Kitahara). Watanabe byla později propuštěna. Po téměř měsíčním pobytu ve vězení byla Rokudenašiko dne 24. prosince obviněna ze tří samostatných případů porušení japonského zákona o obscénnosti: „obscénní zobrazení“, „obscénní elektromagnetický záznam“ a „obscénní šíření elektromagnetického záznamového média. Prohlásila, že je nevinná a dne 28. prosince byla propuštěna na kauci.

### Soud
Soudní proces s Rokudenašiko začal 14. dubna 2015 u Tokijského okresního soudu. Proces umělkyni posloužil jako možnost pro zpochybnění dvojího metru při zobrazování mužských těl ve srovnání s těly ženskými. Její obhajoba byla postavena na tvrzení, že Man-Boat je umělecké dílo, nikoli pornografický nebo erotický obraz. Jak sdělila v rozhovoru s kreativní agenturou MASSIVE, celé prohlášení pro soud znělo následovně:
„Dělám zábavné, veselé věci, které se snaží vyvrátit převládající představy o ženských genitáliích. Pokoušela jsem se vyrábět věci speciálně pro příznivce mé práce, ale pak jsem byla obviněna a zatčena, jak víte. Ačkoli mi celé to trápení připadá absurdní, právě díky mému zatčení se mnohem více lidí dokázalo vážněji zamyslet nad vnímáním ženských genitálií a nad právem na svobodu projevu, což je v konečném důsledku dobře. A přesto absolutně netuším, co dělá ze tří děl, za která jsem byla obviněna, trestné činy obscénnosti, proč jiná díla nebyla považována za obscénní. Stalo se nemožným stanovit normu (takzvané obscénnosti) a tento případ mi uzavře jakoukoli možnost, abych v budoucnu vytvořil další podobná díla. Mám také finanční problémy. Pokud i nadále nebudou existovat spravedlivá kritéria, muzea budou méně ochotná věšet náročné umění nebo díla podobných umělců a umění jako instituce se stane uzavřeným. Jsem přesvědčena o své nevině a věřím, že soud je schopen nahlížet na situaci spravedlivě. Prosím vás, abyste zvážili mé okolnosti.“
V průběhu procesu byla zabavena a jako důkazní materiál zadržena umělecká díla Man-Boat a mnoho dalších. Nejvyšším možným trestem pro Rokudenašiko byly až dva roky vězení a pokuta až 2,5 milionu jenů (asi 25 000 dolarů), ale později obžaloba uvedla, že hodlá požadovat pokutu 800 000 jenů (asi 7 800 dolarů) a žádné vězení.
Během soudního procesu Rokudenašiko mnohokrát promluvila o své situaci, vysvětlila veřejnosti svůj pohled na věc a svůj právní boj zakomponovala do svých uměleckých děl. Patřila mezi ně účast na setkání s novináři japonského Klubu zahraničních korespondentů v široce rozšířeném projevu a také proslov, když získala cenu za druhé místo na veletrhu umění Tokyo Designers Week. Ve svém projevu na veletrhu umění se hravě vysmála policii: „Kdybych nebyla zatčena, nemohla bych takto šířit své aktivity, nemohla bych být pozvána na tuto akci a nemohla bych dát světu současného umění znát jméno Rokudenašiko. Velmi si vážím podpory všech policistů.“

### Verdikt a odvolání
Dne 8. května 2016 soud vydal vzácné, smíšené rozhodnutí: Rokudenašiko byla shledána nevinnou v případě obvinění týkajících se kajaku s odůvodněním, že socha svou jasnou barvou a zdobením „bezprostředně nenaznačuje ženskou anatomii“. Umělkyně však byla shledána vinnou v případě obvinění týkajících se 3D dat a byla jí uložena pokuta ve výši 400 000 jenů (zhruba 3 660 dolarů), což je přibližně polovina toho, co navrhovala obžaloba. Rokudenašiko a její právní tým okamžitě přislíbili, že se odvolají.
Odvolání proti pokutě 400 000 jenů bylo neúspěšné, čímž byl případ v roce 2017 uzavřen.

## Pozornost médií
Případ Rokudenašiko vzbudil mezinárodní pozornost. Kvůli jejímu zatčení vyvstalo množství sporů o ženská práva, uměleckou svobodu, cenzuru a dvojí standardy v Japonsku. Po oznámení rozsudku za její druhé zatčení více než 1 000 lidí na Twitteru vyjádřilo hněv a zpochybnilo logiku soudu. Mnozí se domnívali, že ve způsobu fungování japonských zákonů o obscénnosti existuje zjevný dvojí metr. Rozšířeným příkladem, zejména mezi lidmi žijícími mimo Japonsko, bylo, že mužské genitálie se ukazují ve svatyních a na festivalech (jako je festival penisů Kanamara macuri), zatímco ženské genitálie v tak nevinném předmětu, jako je kajak, mohou být důvodem k zatčení. Jon Stewart, moderátor pořadu The Daily Show, poznamenal, že v Japonsku zůstávají ženské pohlavní orgány tabu, zatímco probíhá festival věnovaný penisu. Článek v deníku The Guardian se ptal, „jak může být v pořádku, když se zveřejňují komiksy s pornografii nezletilých, ale je nezákonné pozvat lidi, aby skenovali vaši vagínu?“.
Dokumentární film #Female Pleasure sleduje Igaraši během soudního procesu. Film pojednává o pěti ženách, včetně ní, které bojují proti společenským tabu týkajícím se ženské sexuality.

## Výstavy
2012
- Deco Man Exhibition, Ginza Vanilla-Mania, Tokio

2014
- Let's play with Manko! Manko Exhibition, Shinjuku Ophthalmologist (Ganka) Gallery, Tokio

2016
- Feminism Fan in Japan and Friends, Youkobo Art Space, Tokio

- SCHAM 100 GRÜNDE, ROT ZU WERDEN, DHMD Museum of Art, Drážďany

2020
- BURST Generation: Death and SEX, Shinjuku Ophthalmologist (Ganka) Gallery, Tokio
- COMIC SALON, Museum for Communication Berlin, Berlín
- COMIC SALON, Erika Fuchs Haus, Schwarzenbach an der Saale

2021
- Bijyutsu VAGINA, Kyoto KUNST ARZT, Kjóto

2022
- COMIC SALON ERLANGEN, Erlangen

2023
- It’s not here – Considerations on Reality as Virtual Universe, ArtLabTokyo, Tokio

## Osobní život
V říjnu 2016 se provdala za Mikea Scotta, frontmana skotské folkrockové skupiny The Waterboys. Jejich první dítě, syn, se narodil 2. února 2017. 